# Equol

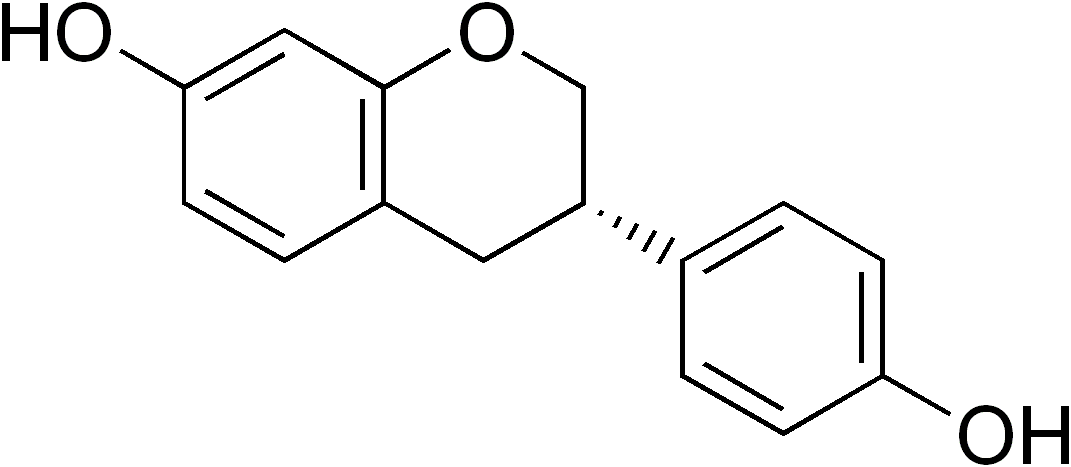
structure chimique de l'équol.(C15H14O3)

L'Equol (4', 7-isoflavandiol) est un isoflavandiol œstrogène métabolisé par la flore intestinale à partir de la daidzéine, laquelle est un type d'isoflavone présent dans le soja et certains autres  végétaux, à condition que cette flore intestinale contiennent les bactéries capables de produire l'Equol,.
Les hormones œstrogéniques endogènes telles que l'œstradiol sont des stéroïdes, l'équol est lui un œstrogène non stéroïdien.
Seuls 30 à 50 % des personnes environ ont des bactéries intestinales qui produisent l'équol.

## Histoire
En 1932, le ( S )-Equol est isolé pour la première fois dans l'urine de cheval. C'est pourquoi il porte ce nom mais depuis lors, l'équol a été trouvé dans l'urine ou le plasma de nombreuses autres espèces animales. Ces animaux présentent cependant des différences significatives dans leur efficacité à métaboliser l'isoflavone de soja daidzéine en équol.
En 1980, des scientifiques découvrent que l'Homme peut produire de l'équol.
La capacité du ( S )-equol à jouer un rôle dans le traitement des maladies ou troubles médiés par les œstrogènes ou les androgènes a été proposée pour la première fois en 1984. Une hypothèse est que cette molécule est bonne pour la santé et pourrait allonger la durée de vie en bonne santé.

## Structure chimique
Ce composé existe sous deux formes-miroir dites  énantiomères, ( S )-equol et ( R )-equol. Seul le ( S )-equol est produit chez les humains et les animaux avec la capacité de produire de l'équol après la consommation d'isoflavones de soja.
Le ( S )-Equol n'est pas d'origine végétale, mais bactérienne ; c'est un métabolite de l'isoflavone daidzéine du soja. Le ( S )-equol est ainsi caractérisé comme un isoflavane. Le R- equol n'est pas fabriqué chez l'homme, mais peut être synthétisé chimiquement en laboratoire.
La structure moléculaire et physique du ( S )-equol est similaire à celle de l'hormone estradiol. Le ( S )-Equol se lie préférentiellement au récepteur bêta des œstrogènes,.

## Pharmacologie

### Liaison aux récepteurs d'œstrogènes
Le ( S )-equol est un agoniste sélectif non stéroïdien de ERβ (K i = 16 nM), avec une sélectivité 13 fois plus élevée pour ERβ que pour à ERα. Par rapport au (S )-equol, le (R )-equol est moins puissant mais en revanche, se lie à ERα (K i = 50 nM) avec une sélectivité 3,5 fois supérieure à ERβ.
Le (S )-Equol a environ 2% d'affinité pour l'œstrogène humain du récepteur des œstrogènes alpha (ERα) par rapport à l'œstradiol. Le (S )-Equol a une affinité plus forte pour le récepteur bêta humain des œstrogènes (ERβ), mais cette affinité n'est encore que de 20 % de celle de l'œstradiol. La liaison préférentielle du (S )-equol à ERβ, par rapport à ERα et à celle de l'œstradiol, indique que la molécule peut partager certaines des caractéristiques d'un modulateur sélectif des récepteurs aux œstrogènes (SERM). Equol s'est avéré agir comme un agoniste du GPER (GPR30).

### Pharmacocinétique
(S )-Equol est une molécule stable qui résiste en grande partie au processus de digestion. Ceci explique son absorption très rapide et sa biodisponibilité élevée. Lorsque le ( S )-equol est consommé, il est rapidement absorbé et atteint un T max (taux de pic de concentration plasmatique) en deux à trois heures.
En comparaison, le T max de la daidzéine est de 4 à 10 heures car elle se présente sous une forme glycoside (avec une chaîne latérale de glucose) que l'organisme doit, pour l'utiliser convertir en sa forme aglycone (sans la chaîne latérale du glucose), ce qui se fait en éliminant ce sucre lors de la digestion. Si elle est consommée directement sous forme d'aglycone, la daidzéine a un T max d'une à trois heures.
De plus, le pourcentage d'élimination fractionnée du (S )-equol dans l'urine après administration orale est extrêmement élevé et, chez certains adultes, peut être proche de 100%, ce qui est très supérieur au pourcentage d'élimination fractionnée de l'une ou l'autre daidzéine (30 à 40 pour cent ) ou la génistéine (7 à 15 pour cent).

## Production chez l'homme
Tous les humains ne peuvent pas produire du (S )-equol après avoir mangé du soja ; ce n'est possible qu'en présence de certaines souches de bactéries ntestinales. À ce jour[Quand ?], 21 souches différentes de bactéries intestinales trouvées dans l'intestin humain se sont montrées capables de transformer la daidzéine en (S )-equol ou en un composé intermédiaire apparenté.
Plusieurs études laissent penser que seuls 25 à 30 % des adultes de pays occidentaux produisent du (S )-equol après avoir mangé des aliments à base de soja contenant des isoflavones,,, taux significativement inférieur aux 50 à 60 pour cent antérieurement rapportés chez les adultes du Japon, de Corée ou de Chine,,,. Les végétariens sont également mieux capables de transformer la daidzéine en cette substance. Cette capacité est mesurée par un test standardisé où  la personne (n'ayant pas pris d'antibiotiques depuis au moins un mois avant le test) boit deux verres de 240 millilitres de lait de soja ou mange un équivalent d'aliment de soja pendant trois jours, suivi d'une mesure des concentrations de (S )-equol dans ses urines le quatrième jour du test. Manger des algues et des produits laitiers améliore la production d'équol,.

### Bactéries productrices d'équol
Alors que beaucoup plus de bactéries sont impliquées dans le processus intermédiaire connexe de production d'équol, comme la conversion de daidzine en daidzéine, ou de génistéine en 5-hydroxy-equol, les bactéries qui peuvent produire une conversion complète de daidzine en (S)-equol sont les suivantes :
- Adlercreutzia équolifacien
- Asaccharobacter celatus AHU1763
- Bacteroides ovatus
- Bifidobactérie
- Bifidobacterium animalis
- Coriobactéries sp MT1B9
- Eggerthella sp YY7918
- Enterococcus faecium
- Eubacterium sp D1 et D2
- Finegoldia magna
- Lactobacillus mucosae
- Lactobacillus sp Niu-O16
- Lactococcus garvieae (Lc 20-92)
- Ruminococcus productus
- Slackia sp HE8
- Slackia equolifaciens (Souche DZE)
- Streptocoque intermédiaire
- Veillonella sp

Cependant, la conversion par Bifidobacterium n'a été décrite  qu'une seule fois (par Tsangalis et al. 2002), et non reproduite depuis. Bifidobactéries : génomique et aspects moléculaires Des cultures mixtes telles que Lactobacillus sp. Niu-O16 et Eggerthella sp. Julong 732 peut également produire du ( S )-equol. Bifidobactéries : génomique et aspects moléculaires Certaines bactéries productrices d'équol, comme le laisse entendre leur nomenclature, sont Adlercreutzia equolifaciens, Slackia equolifaciens et Slackia isoflavoniconvertens.

## Effets sur la santé

### Santé de la peau
L'effet topique d'Equol en tant que substance anti-âge améliorant la santé de la peau est démontré par plusieurs études.
L'équol peut se présenter sous la forme de différents isomères : R-equol, S-equol et RS-equol ayant chacun des biodisponibilités et des effets moléculaires différents.
Parce qu'antioxydant, l'équol peut diminuer le processus de vieillissement en réduisant les événements ROS. Et ses propriétés phytoestrogéniques améliorent la santé de la peau.
Selon une étude, l'isomère RS-equol, a le meilleur impact positif, surtout si appliqué par voie topique.
Des effets bénéfiques sont observés pour différents paramètres cutanés (moléculaires et structurels).
Le traitement topique par l'equol semble entraîner une augmentation de la longueur des télomères, et il semble être un régulateur épigénétique ralentissant le vieillissement cutané, y compris l'apparition de cernes et  de rides autour des yeux.
L'équol est aussi anti-photovieillissement grâce à son action antioxydante contre la peroxydation lipidique aiguë induite par les UVA.
Comme antioxydante et anti-inflammatoire il semble aussi pouvoir diminuer les effets de la pollution sur la santé.

### Autres effets sur la santé
L'equol peut aussi :
- diminuer les symptômes de la ménopause en soulageant les bouffées de chaleur et les douleurs musculaires et articulaires[34],[35] ;
- améliorer les symptômes de l'atrophie vaginale ménopausique, tels que les démangeaisons vaginales, la sécheresse vaginale ou la douleur lors des rapports sexuels. Un autre effet a été un changement positif des bactéries vaginales, de la composition des cellules vaginales et de la valeur du pH[36].